# Maringeologi

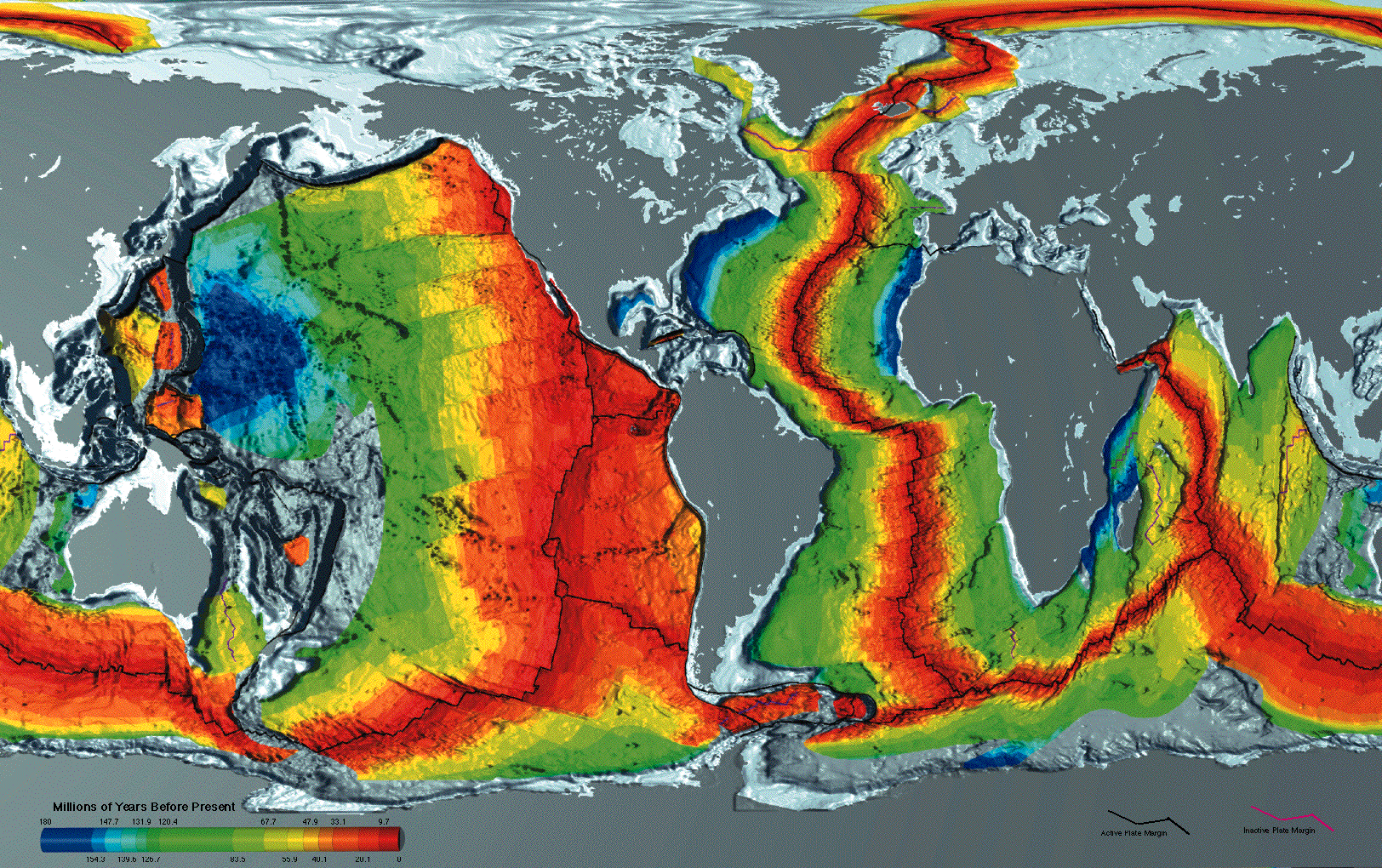
Havsbottnens ålder

Maringeologi är det ämnesområde som behandlar geologin som finns på havsbotten.

## Geoakustiska undersökningar
Inom den marina geologin använder man sig av ekolod för att undersöka lagerföljder och formationer under vatten. Vid maringeologiska undersökninger utsänds en akustisk puls (ofta genererad av "luftkanoner") med en stor styrka. Signalen som reflekteras av berggrundens formationer och variationer tas emot av ett hydrofonarrangemang. De mottagna signalerna kan presenteras antingen på bildskärm men företrädesvis i form av diagram utskrivna på speciella skrivare på därför avsett papper. Efter tolkning, sammanställning och analys kan en kunnig maringeolog dra långtgående slutsatser om berggrundens och de "lösa" avlagringarnas uppbyggnad och struktur. Maringeologiska undersökningar berör inte enbart berggrunden utan även det lösa jordlagren är i vissa fall av stort intresse. Vid undersökningar av jordlagren kan mäktigheten (tjockleken) utläsas av lera, sand, morän etc till nytta för exploateringsarbeten som muddringar, hamnutbyggnader etc. 

## Provtagningar
Som ett väsentligt komplement till de geoakustiska undersökningarna tillkommer provtagningar av sedimenten på havsbotten. Dessa provtagningar med analys av kornstorlekar i leran/sanden/moränen ger en bra bild av muddringsbarheten. Lika väl som den historiska utvecklingen av sedimentationen och erosionen som återspeglas i proverna kan spela en inte bara praktisk betydelse utan även en ekonomisk (t ex vid muddringsarbeten).